# Artrodirs
Els artrodirs (Arthrodira) són un ordre de peixos cuirassats extints pertanyent a la classe dels placoderms, la qual predominà al període Devonià i s'extingí a finals d'aquest, sobrevivint uns 50 milions d'anys i habitant a molts nínxols ecològics marins.